# 17. People’s Choice Awards-gála
A 17. People’s Choice Awards-gála az 1990-es év legjobb filmes, televíziós és zenés alakításait értékelte. A díjátadót 1991. március 11-én tartották a kaliforniai Universal Studios Hollywoodban, a műsor házigazdája Burt Reynolds volt. A ceremóniát a CBS televízióadó közvetítette.

## Győztesek és jelöltek
Forrás:
| Az év új tévévígjátéka                                               | Az év női előadója                                                                                   |
| -------------------------------------------------------------------- | --- |
| - In Living Color - A Simpson család - Kaliforniába jöttem           | - Paula Abdul - Janet Jackson - Madonna                                                              |
| Az év vígjátéka                                                      | Az év minisorozata                                                                                   |
| - Micsoda nő! - Reszkessetek, betörők! - Három férfi és egy kishölgy | - Az amerikai polgárháború története - Az - Jackie Collins: Vad játszma                              |
| Az év férfi tévés sztárja                                            | Az év férfi előadója                                                                                 |
| - Bill Cosby - Ted Danson - Tom Selleck                              | - MC Hammer - Phil Collins - Vanilla Ice                                                             |
| Az év ifjú tévés sztárja                                             | Az év női tévés sztárja                                                                              |
| - Fred Savage - Neil Patrick Harris - Raven Symone                   | - Kirstie Alley - Candice Bergen - Phylicia Rashad                                                   |
| Az év visszatérő férfi tévés sztárja                                 | Az év vígjátékműsora                                                                                 |
| - Bill Cosby - Mel Gibson - Patrick Swayze                           | - Cheers - The Cosby Show - Roseanne                                                                 |
| Az év drámaműsora                                                    | Az év férfi filmsztárja                                                                              |
| - L.A. Law - Az éjszaka árnyai - Knots Landing - Thirtysomething     | - Mel Gibson - Kevin Costner - Patrick Swayze                                                        |
| Az év drámája                                                        | Az év dala                                                                                           |
| - Ghost - Farkasokkal táncoló - Vadászat a Vörös Októberre           | - Vanilla Ice - "Ice Ice Baby" - Mariah Carey - "Love Takes Time" - MC Hammer - "U Can't Touch This" |
| Az év női filmsztárja                                                | Az év hírműsora                                                                                      |
| - Julia Roberts - Kirstie Alley - Meryl Streep                       | - 60 Minutes - A Current Affair - 20/20                                                              |
| Az év férfi előadója új tévéműsorban                                 | Az év női előadója új tévéműsorban                                                                   |
| - Burt Reynolds - James Earl Jones - Will Smith                      | - Carol Burnett - Mayim Bialik - Sharon Gless - Marilu Henner                                        |
| Az év visszatérő női tévés sztárja                                   | Az év új drámaműsora                                                                                 |
| - Julia Roberts - Cher - Janet Jackson - Madonna                     | - Equal Justice - Gabriel's Fire - Twin Peaks                                                        |

## Fordítás
- Ez a szócikk részben vagy egészben  a(z)   17th People's Choice Awards című angol Wikipédia-szócikk fordításán alapul.  Az eredeti cikk szerkesztőit annak laptörténete sorolja fel. Ez a jelzés csupán a megfogalmazás eredetét és a szerzői jogokat jelzi, nem szolgál a cikkben szereplő információk forrásmegjelöléseként.